# Fra Diamante
Pour les articles homonymes, voir Diamante.
Fra Diamante (Prato, vers 1430 – vers 1498), est un peintre italien du XVe siècle, peintre de fresques de l'école florentine, un frère carme de Florence, ami et assistant de Fra Filippo Lippi.

## Biographie
Le couvent carme de Prato commanda à Fra Diamante plusieurs fresques (aujourd'hui supprimées ou détruites).
Il assista Fra Filippo Lippi dans ses travaux de redécoration de la cathédrale de Prato.
Il termina tardivement (1470) les travaux de Fra Filippo Lippi à la cathédrale de Spolète, après la mort de celui-ci.

## Œuvres

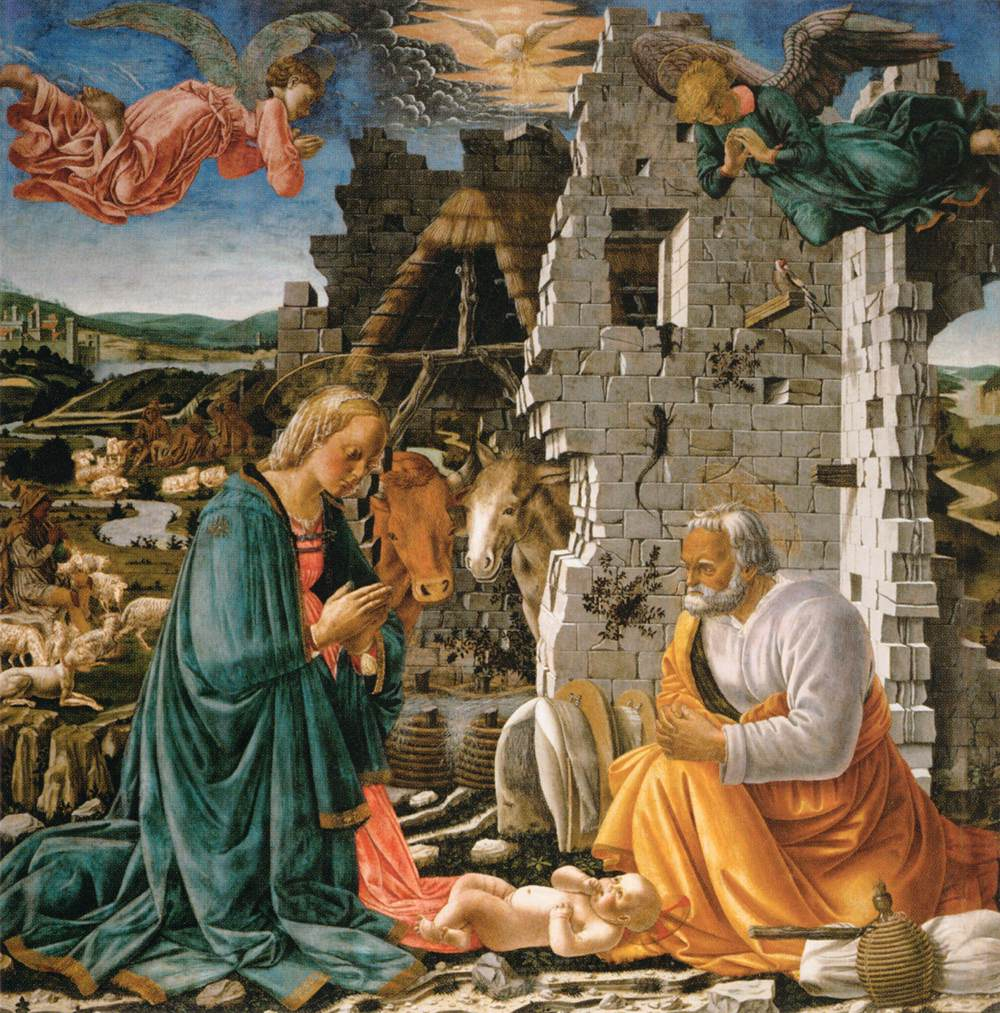
Nativité, 1465-1470
Musée du Louvre

- Vie de saint jean-Baptiste et Vie de saint Étienne (1456-1466), avec Fra Filippo Lippi, cathédrale de Prato.
- Nativité, 1465-1470, 166 × 166 cm, panneau principal d'un retable polyptyque provenant de l'église  Santa Margherita à Prato, et aujourd'hui conservée au musée du Louvre, œuvre qui lui est attribuée par Bernard Berenson (auparavant au Maître de la Nativité du Louvre).
- Adoration de l'Enfant[2], v. 1470, huile sur panneau, 90 × 59 cm, Musée national de Varsovie (MNW)
- Adoration des mages, prédelle d'un retable à  Santa Margherita de Prato.
- Quatre saints[3], v. 1470, Honolulu Museum of Art
- Vierge à l'Enfant avec trois anges, dit la Madone Benson[4], tempera sur bois, 76 × 53 cm, Collection privée